# '03 Bonnie & Clyde
'03 Bonnie & Clyde är en sång med Jay-Z tillsammans med popsångerskan Beyonce Knowles. Den innehar element från 2Pacs sång "Me and My Girlfriend" och "If I Was Your Girlfriend" av Prince. "03 Bonnie & Clyde" skrevs av Kanye West för Jays sjunde studioalbum The Blueprint²: The Gift & the Curse. Låtens titel är en referens till rånarparet Bonnie och Clyde.
Sången släpptes som singel under 2002 och klättrade till en 4:e plats på USA:s singellista Billboard Hot 100 vilket följaktligen gjorde den till Jay-Z:s andra topptio-singel och Beyonces första topptio-singel som soloartist. Den klättrade också till en andra plats i England. 
Sången orsakade stor konflikt mellan Jay-Z och R&B-divan Toni Braxton då Braxton hävdade att sången kopierade hennes idé "Me and My Boyfriend" från hennes album More Than a Woman (2002). 

## Konflikt med Toni Braxton
Den 19 november 2002 (en vecka efter Jay-Zs singelrelease) släppte Toni Braxton sitt fjärde studioalbum More Than a Woman som innehöll "Me and My Boyfriend" där samma sampling av Tupac användes som i Jay-Zs låt. Rasande anklagade Braxton, Jay-Z för att ha stulit hennes idé med en remake av Tupacs sång; "Jay-Z och Beyoncé jävlas med min ekonomi. Dom försöker stjäla min grej." sade Braxton i en radiointervju och anklagade även Jay-Z och producenten Kanye West för att ha förhindrat inkomster till hennes barns universitets kapital. Braxton fortsatte; "Det har aldrig varit något drama mellan mig och Beyonce. Jay-Z har försökt nå mig, så jag måste ge tummarna upp för att han i alla fall har försökt vara en man om saken. Vi ska ha ett möte om det här."

## Format och innehållsförteckningar
Australisk EP
1. "'03 Bonnie & Clyde" (Radio Edit) - 3:27
2. "'03 Bonnie & Clyde" (Explicit) - 3:26
3. "U Don't Know (Remix) (Jay-Z & M.O.P.) - 4:28

UK singel
1. "'03 Bonnie & Clyde" (Radio Edit) - 3:28
2. "U Don't Know (Remix) - 4:27
3. "'03 Bonnie & Clyde" (Instrumental) - 3:27

## Listor
| Lista (2002/2003)                                      | Topposition |
| ------------------------------------------------------ | ----------- |
| Australiens singellista                                | 2           |
| Österrikes singellista                                 | 28          |
| Canadian Singles Chart                                 | 4           |
| Belgiens singellista                                   | 12          |
| Danska singellista                                     | 6           |
| Holland Topp 40                                        | 5           |
| Finska singellistan                                    | 10          |
| Franska singellistan                                   | 25          |
| Tyska singellistan                                     | 6           |
| Irlands singellista                                    | 12          |
| Italiens singellista                                   | 8           |
| Nya Zeelands singellista                               | 4           |
| Norska singellistan                                    | 6           |
| Schweiz singellista                                    | 1           |
| Svenska singellistan                                   | 14          |
| UK Singles Chart                                       | 2           |
| Amerikanska Billboard Hot 100                          | 4           |
| Amerikanska Billboard Hot R&B/Hip-Hop Singles & Tracks | 5           |
| Amerikanska Billboard Hot Rap Tracks                   | 2           |
| Amerikanska Billboard Rhythmic Top 40                  | 1           |
| Amerikanska Billboard Top 40 Mainstream                | 7           |